# Saint-Germain-la-Poterie
Saint-Germain-la-Poterie település Franciaországban, Oise megyében. Lakosainak száma 454 fő (2022. január 1.). Saint-Germain-la-Poterie Lachapelle-aux-Pots, Le Mont-Saint-Adrien, Saint-Paul és Savignies községekkel határos.

## Népesség
A település népessége az elmúlt években az alábbi módon változott:
| Lakosok száma | 406  | 429  | 466  | 477  | 483  | 485  | 484  | 469  | 454  |
|               | 2013 | 2015 | 2016 | 2017 | 2018 | 2019 | 2020 | 2021 | 2022 |